# Silkehøns
Silkehøns er en hønserace med et meget særpræget udseende. Dens fjerdragt består af dunlignende fjer der nemt kan forveksles med pels. Udover den specielle fjerdraget har racen også et mørkeblåviolet hoved og hud. Kammen er hos både hanen og hønen lille i forhold til andre hønseracer og morbærformet. Derudover har silkehøns 5 tæer, den femte er en ekstra bagtå. Racen er en hårdfør og flittig æglægger. Den ruger gerne og passer sine kyllinger godt. Racen er nem at tæmme og har et roligt gemyt. Den kan ikke flyve. Racen findes i flere farvevarianter.
Hanen vejer 1,4-1,7 kg mens hønen vejer 1,1-1,4 kg. Æggene vejer 40 g og er lysebrune. 
Der findes også en dværgform af silkehønen. 